# Гереро

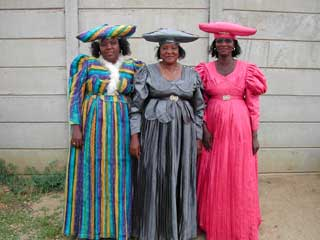
Группа женщин гереро в Намибии

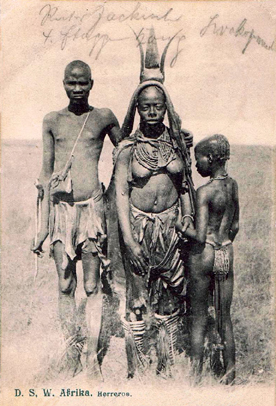
Гереро в традиционной одежде. Конец XIX века.

Гереро (изначально мбанду) — народ, живущий в основном в Намибии, а также в Ботсване и Анголе. Говорят на языке гереро группы банту. В настоящий момент насчитывается около 240 тыс. человек. По религии часть — протестанты, часть сохраняет традиционные верования. Основное занятие — скотоводство.
В Намибии в большинстве случаев они работают на фермах и торгуют, в городах — торговцы и ремесленники. В Анголе гереро занимаются преимущественно скотоводством. На территории Намибии гереро живут как группа представителей своего племени в Каоколенде, где в резервации находится племя химба.
В 1904—1907 годах при подавлении восстания германскими войсками уничтожено около 65 000 (80 % племени) человек из племени гереро.
По некоторым данным в честь народа назван род растений произрастающий на территории Намибии и ЮАР — Герероа (Hereroa).